# Cult (альбом Apocalyptica)
Cult — третий студийный альбом финской метал-группы Apocalyptica, выпущенный 28 сентября 2000 года. На музыку «Path» и «Hope» были положены стихи в исполнении Сандры Hасич (Guano Apes) и Matthias Sayer (Farmer Boys) и попали в специальное издание под названиями «Path Vol.2» и «Hope Vol.2» соответственно. Это был последний альбом группы, в записи которого участвовал Макс Лилья.

## Список композиций
Авторство всех песен принадлежит Эйкке Топпинену, кроме отмеченных отдельно.
| №   | Название                                  | Длительность |
| --- | ----------------------------------------- | ------------ |
| 1.  | «Path»                                    | 3:08         |
| 2.  | «Struggle»                                | 3:26         |
| 3.  | «Romance»                                 | 3:28         |
| 4.  | «Pray!»                                   | 4:22         |
| 5.  | «In Memoriam»                             | 4:41         |
| 6.  | «Hyperventilation»                        | 4:28         |
| 7.  | «Beyond Time»                             | 3:57         |
| 8.  | «Hope»                                    | 3:24         |
| 9.  | «Kaamos»                                  | 4:42         |
| 10. | «Coma»                                    | 6:59         |
| 11. | «Hall of the Mountain King» (Эдвард Григ) | 3:29         |
| 12. | «Until It Sleeps» (Metallica)             | 3:15         |
| 13. | «Fight Fire With Fire» (Metallica)        | 3:25         |

## Участники записи
- Пааво Лётьёнен — виолончель
- Макс Лилья — виолончель
- Антеро Маннинен — виолончель
- Эйкка Топпинен — перкуссия, аранжировка, контрабас
- Микко Кармила — сведение
- Мика Юссила — мастеринг